# 御嵩町長襲撃事件
御嵩町長襲撃事件（みたけちょうちょうしゅうげきじけん）とは、1996年（平成8年）10月に岐阜県可児郡御嵩町で、当時の柳川喜郎御嵩町長が襲われた殺人未遂事件。犯人が検挙されないまま、2011年（平成23年）10月30日に公訴時効が成立した。

## 概要
事件が発生した御嵩町では、産業廃棄物処理場の問題があり、1991年8月に産業廃棄物処理業者である寿和工業株式会社（としわこうぎょう、本社：可児市。現：株式会社フィルテック）が、町内に産業廃棄物処理場の建設を計画していた。
被害者となった柳川喜郎は、1995年4月、廃棄物処理場建設反対を掲げて町長選挙に初当選した。
翌1996年10月30日午後6時15分頃、柳川町長（当時63歳）が、自宅マンションのエレベーター付近で2人組の犯人に襲われて頭蓋骨骨折の重傷を負い、肺には穴が空いた状態で、午後6時半頃に同町内の病院に搬送され、一時は重体となり、その後約1ヵ月間入院した。
さらに事件が発生する直前に町長の自宅から盗聴器が見つかり、2グループ計11名が電気通信事業法違反で逮捕されている。盗聴グループの主犯格らは、盗聴の目的を「（産廃処分場建設）反対派町長のスキャンダルを探すため」と供述し、寿和工業から数千万円の現金を受け取っていた。しかし犯人グループは寿和工業から現金を受け取ったのは「盗聴の報酬ではない」とも供述した。この盗聴事件は産廃処理場問題に関係するものとみられたが、盗聴事件の捜査からは、町長襲撃事件に結びつく証拠を割り出すことができなかった。
柳川町長は事件に屈することなく、翌1997年6月には、日本国内では初となる産業廃棄物処分場計画への賛否を問う住民投票を実施し、投票の結果は反対派が圧勝した。
2007年4月、柳川喜郎が御嵩町長を退任。柳川が支援した渡辺公夫が新町長に当選。2008年3月には、寿和工業が県に提出していた処分場建設の許可申請を取り下げることで合意し、産廃処分場建設計画は中止された。
岐阜県警察は、公訴時効成立までに延べ15万5,000人の捜査員を投入、最大180人態勢で捜査した。時効成立2日前の2011年10月28日には、全国的に異例となる時効に関する会見に県警が応じ、柳川元町長に謝罪したが、捜査課題は残ったとしながらも、捜査には問題がなかったとした。

## 県警に質問状
柳川元町長は、公訴時効まで残り1年を前にした2010年10月29日、岐阜県警本部長に質問状を提出した。質問は今後1年間の捜査方針、事件が未解決の理由など19項目。
- 産廃問題以外の動機の可能性があるとすれば、どのような可能性か。
- なぜ寿和工業への強制捜査は行われなかったのか。

また元町長は、県警への質問状提出時に、「産廃に絡む事件だと思うが、犯人にまったく心当たりはない。大事なのは暴力に屈せず、『間違っている』と一人ひとりが勇気を持って闘うこと。周りで沈黙するのは、暴力に加担したのと同じだ。一定期間が経てば、無罪放免になる時効自体の合理性に疑問が残る。殺人未遂も結果として被害者が生きていたというだけで（殺人と）同じくらい重大な犯罪だ。時効は廃止、もしくは延長するべきだ」と心境を語った。
2010年12月7日、岐阜県警捜査1課の刑事2人が柳川元町長宅を訪れ、回答書を手渡し「産廃問題関連を含め、あらゆる可能性を視野に捜査している」と答えた。寿和工業への強制捜査を行わなかった理由を「捜査上の必要性などを考慮の上」としている。また産廃問題が事件の背景にあるとの認識を示した。
柳川元町長は「満足出来る回答ではなかったが、『一生懸命頑張りたい』と言った県警幹部の言葉に期待したい。私はリベンジしたいのではなく、真実が知りたい。なんとしても事件の解明を。残り1年で犯人を捕まえてほしい」と話した。

## 懸賞金
殺人未遂の公訴時効成立1週間前となった2011年10月23日、柳川元町長は「犯人に告ぐ」と題したメッセージを発表するとともに、時効成立後でも事件解決につながる情報に対し、用意した懸賞金を提供するとした。